# 拉兹贡市镇
拉兹贡市镇（俄语：Разгонское муниципальное образование）是俄罗斯联邦伊尔库茨克州泰舍特区所属的一个市镇。其下辖有个居民点，行政中心为拉兹贡。据2016年统计，该市镇的人口为568人。